# Pierre de Laitre
Pour l’article homonyme, voir Laître-sous-Amance.
La Pierre de Laitre, ou Pierre de l'Aître, est une roche sommitale à 627 mètres d'altitude qui surplombe et dénomme un mont gréseux boisé situé dans le vaste massif du Kemberg, à la lisière nord de la commune de Taintrux, dans le département des Vosges. Il surplombe le vieux cimetière ou l'aître de Taintrux, ce qui lui a donné son nom.

## Géographie
La Pierre de Laitre donne son nom à un petit massif rocheux dans les Vosges gréseuses, butte-témoin en grès triasique dans la partie effondrée du massif du Kemberg dominant le Taintroué. Son sommet est une importante roche en grès, elle s'est dégagée par érosion. L'essentiel du petit massif boisé, incluant la forêt de Chaumont qui culmine séparément à 623 mètres mètres d'altitude, était autrefois une montagne de parcours ou une chaume herbeuse et ouverte aux vents.

## Activités
La Pierre de l'Aître est un lieu de promenade pour les habitants de Taintrux, elle est à proximité de la ville de Saint-Dié-des-Vosges et près du sentier des Ducs (Sentier de grande randonnée 533). La Pierre de Laitre est facilement accessible après 150 mètres de montée depuis le col de la route forestière de Grandrupt dans le massif du Kemberg. Du haut de la Pierre, un belvédère offre un panorama sur la vallée et le village de Taintrux. C'est aussi un lieu d'escalade référencé.

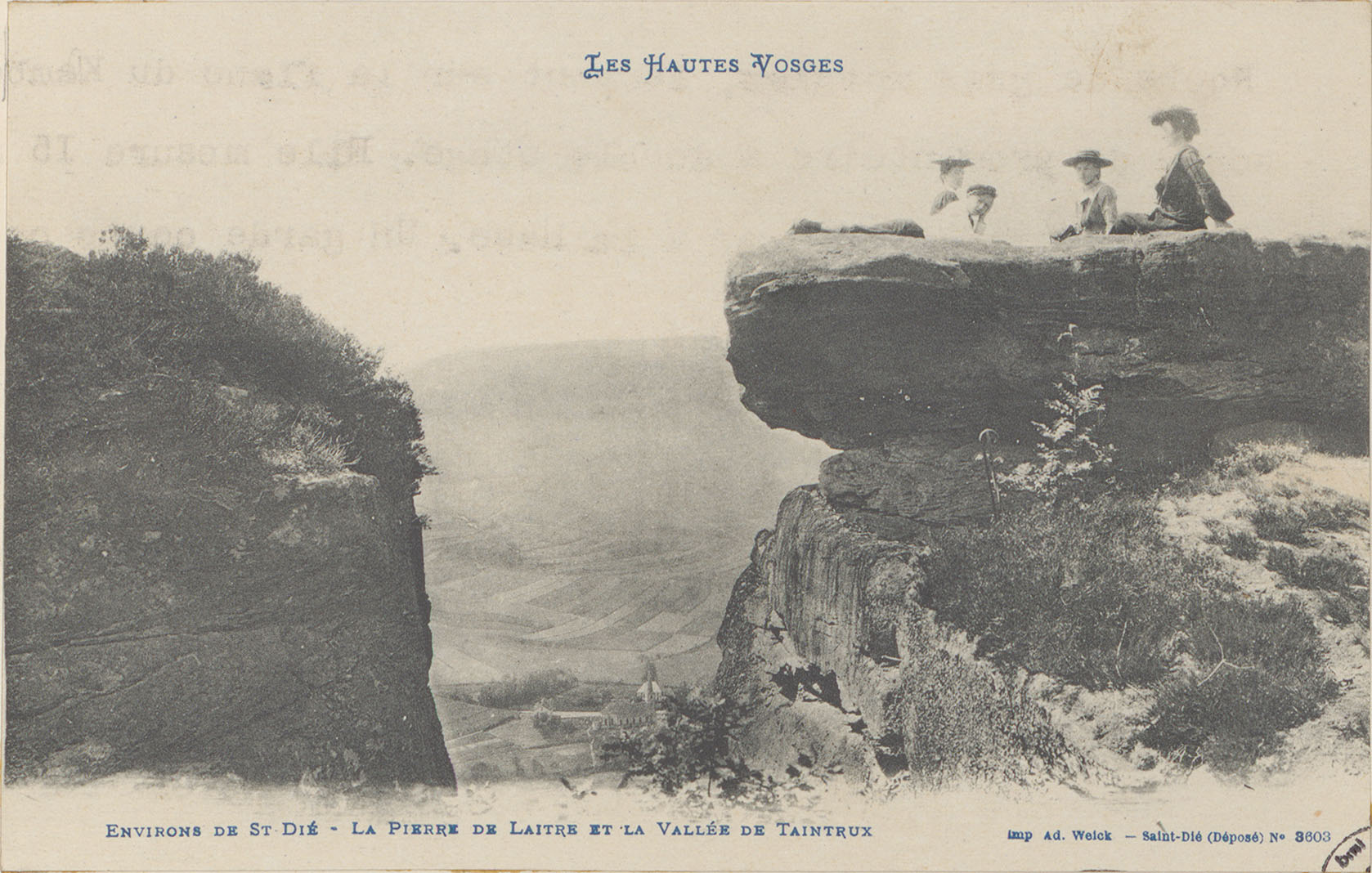
Carte postale représentant la Pierre de Laitre et la vallée de Taintrux (fonds photographique Ad. Weick).